# Valeriodes
Valeriodes là một chi bướm đêm thuộc họ Noctuidae.

## Loài
- Valeriodes cyanelinea (Hampson, 1894)
- Valeriodes heterocampa (Moore, 1882)
- Valeriodes icamba (Swinhoe, 1893)
- Valeriodes viridinigra (Hampson, 1896)